# Scinax proboscideus
Scinax proboscideus är en groddjursart som först beskrevs av Leo Daniël Brongersma 1933.  Scinax proboscideus ingår i släktet Scinax och familjen lövgrodor. IUCN kategoriserar arten globalt som livskraftig. Inga underarter finns listade i Catalogue of Life.